# Felice Giardini
Felice Giardini (Torí, Piemont, 12 d'abril de 1716 - Moscou, Rússia, 8 de juny de 1796) fou un violinista i compositor italià.
Fou infant de cor de la catedral de Milà, on tingué per mestre a Paladini, estudiant més tard en la seva ciutat natal amb en Giovanni Battista i Lorenzo Somis, successivament formà part de l'orquestra dels teatres de Roma i Nàpols, després recorregué Alemanya com a concertista, i el 1750 s'establí a Anglaterra, on aconseguí grans èxits succeint el 1775 a Festing com a solista de l'Òpera Italiana de Londres, de la qual es feu empresari el 1756, però perdé tota la seva fortuna i es dedicà de bell nou a donar concerts i classes de música tenint entre altres alumnes a William Dance, General Charles Ashley . Compongué Enea e Lavinia (òpera), Amore in campagna, òpera); Rosmira (òpera), Cleonice i Sinoe (òpera), Ruth, oratori, solos, sonates per a violí, quartets per a instruments d'arc, simfonies, concerts, etc.